# Nephodia claribrunnea
Nephodia claribrunnea är en fjärilsart som beskrevs av W. Warren 1901. Nephodia claribrunnea ingår i släktet Nephodia och familjen mätare. Inga underarter finns listade i Catalogue of Life.